# Anne Tybjærg-Hansen
Anne Tybjærg-Hansen (født 4. oktober 1952 i København) er en dansk læge og forsker. Hun er professor ved Københavns Universitet og overlæge ved Klinisk Biokemisk Afdeling i Diagnostisk Center, Rigshospitalet.
Tybjærg-Hansens professorat fik hun i december 2009 og er i klinisk biokemi med fokus på translationel molekylær kardiologi.
Hendes tiltrædelsesforelæsningen i 2011 bar titlen Gener og Hjertesygdom.
Tybjærg-Hansen modtog i 2018 Anitschkow-prisen fra European Atherosclerosis Society for sit arbejde omkring anvendelsen af genetik til at forstå udviklingen af sygdomme, specielt hjertesygdomme som åreforkalkning.
Hun var den første dansker og første kvinde der modtog prisen.
Samme år modtog hun også KFJ-prisen på 1,5 millioner kroner fra Kirsten og Freddy Johansens Fond.